# Фрјазино
Фрјазино (рус. Фрязино) град је у Русији у Московској области. Према попису становништва из 2010. у граду је живело 55.449 становника.

## Становништво
Према прелиминарним подацима са пописа, у граду је 2010. живело 55.449 становника, 3.013 (5,75%) више него 2002.
| 1939. | 1959.  | 1970.  | 1979.  | 1989.  | 2002.  | 2010.  |
| ----- | ------ | ------ | ------ | ------ | ------ | ------ |
| 5.901 | 19.130 | 32.369 | 46.049 | 53.317 | 52.436 | 53.369 |